# Racotis nigrofasciata
Racotis nigrofasciata är en fjärilsart som beskrevs av Arnold Pagenstecher 1888. Racotis nigrofasciata ingår i släktet Racotis och familjen mätare. Inga underarter finns listade.